# 乔治·华盛顿级核潜艇

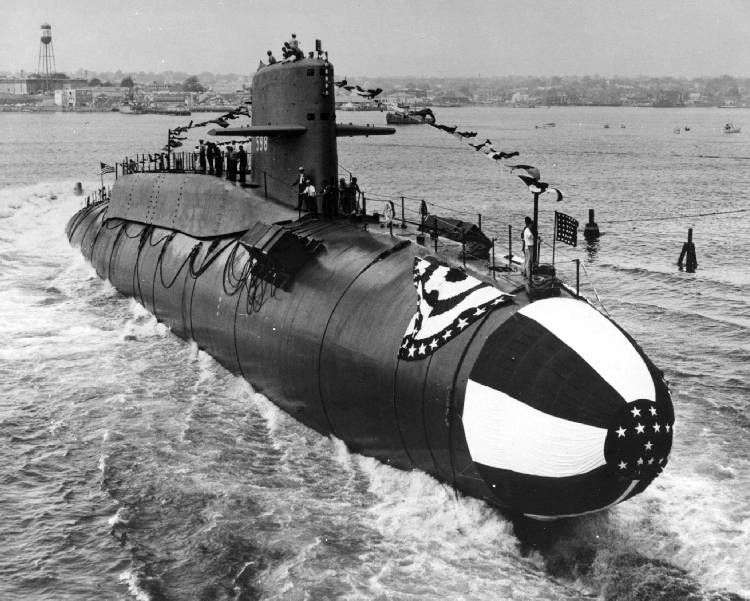
下水儀式中的同級首號艦喬治·華盛頓號，1959年6月9日攝於康州格羅頓。

乔治·华盛顿级核潜艇（George Washington-class）是美国海军曾經操作過的一個弹道导弹核潜艇艦級。此級潛艇除了是美國第一個專用於核子嚇阻巡航（nuclear deterrent patrol）用途的潛艇系列外，也是全世界最早出現的彈道飛彈潛艇系列。
此級潛艇的誕生最早可以回溯至1957年，当时通用动力电船公司接到订单，要尽快将两艘攻击潜艇改装为弹道导弹潜艇以形成威慑力量，於是于次年1月劝说軍方，将两艘正在建造中的鲣鱼级核潜艇——SSN-589 蠍子號和SSN-590 杜父魚号改装成弹道导弹潜艇（但后来另以其他同級船身承繼這兩個艦名）。因此緣故新艦的建造進度提前，比官方批准的1957年11月1日要早完工。船厂将原本的攻擊用潜艇艦身切开，加装了一段垂直發射导弹舱。除了將原本已經建造一半的蠍子號改裝成日後的喬治·華盛頓號，與將尚未開工的鋸鲉號改為彈道飛彈潛艇外，電船公司也同步開始一艘新同級艦的建造。之後，時任美國總統的艾森豪威尔又於1958年7月29日批准了另外兩条同級艦的拨款。

## 同級艦
美國海軍共建造、操作過五艘此級潛艇。其中首艦SSBN-598是美国海军史上第三艘以該國國父乔治·华盛顿为名的军舰，且伴隨這命名方式，之後的四艘同級艦也全都是以美國總統或開國元老作為命名由來：
| 舷號     | 艇名                                      | 下水日期       | 服役日期       | 退役日期      |
| -------- | ----------------------------------------- | -------------- | -------------- | ------------- |
| SSBN-598 | 喬治·華盛頓號（USS George Washington）    | 1959年6月9日   | 1959年12月30日 | 1985年1月24日 |
| SSBN-599 | 派屈克·亨利號（USS Patrick Henry）        | 1959年9月22日  | 1960年4月11日  | 1984年5月25日 |
| SSBN-600 | 西奧多·羅斯福號（USS Theodore Roosevelt） | 1959年10月3日  | 1961年2月13日  | 1982年12月1日 |
| SSBN-601 | 羅伯·李號（USS Robert E. Lee）            | 1959年12月18日 | 1960年9月15日  | 1983年12月1日 |
| SSBN-602 | 亞伯拉罕·林肯號（USS Abraham Lincoln）    | 1960年5月14日  | 1961年3月11日  | 1981年2月28日 |